# Pin Ups
Pin Ups este al șaptelea album al lui David Bowie, conținând doar coveruri și lansat prin RCA Records în 1973. A fost ultimul său album de studio împreună cu 'The Spiders from Mars', trupa sa de fundal pe perioada Ziggy Stardust; Mick Woodmansey a fost înlocuit la baterie de Aynsley Dunbar. 
Pin Ups a intrat în topurile din Regatul Unit pe 3 noiembrie 1973 și a rămas pentru 21 de săptămâni atingând chiar și primul loc. A reintrat în topuri pe 30 aprilie 1983, de această dată, pentru 15 săptămâni și atingând doar locul 57. În iulie 1990 a intrat încă o dată în topuri pentru o săptămână, pe locul 52. 
O versiune a cântecului "White Light/White Heat" a formației The Velvet Underground a fost înregistrată dar nu a fost niciodată lansată. 
Femeia înfățișată pe coperta albumului împreună cu Bowie este supermodelul anilor '60 Twiggy.

## Tracklist
1. "Rosalyn" (Jimmy Duncan, Bill Farley) (2:27)
2. "Here Comes the Night" (Bert Berns) (3:09)
3. "I Wish You Would" (Billy Boy Arnold) (2:40)
4. "See Emily Play" (Syd Barrett) (4:03)
5. "Everything's Alright" (Nicky Crouch, John Konrad, Simon Stavely, Stuart James, Keith Karlson) (2:26)
6. "I Can't Explain" (Pete Townshend) (2:07)
7. "Friday on My Mind" (George Young, Harry Vanda) (3:18)
8. "Sorrow" (Bob Feldman, Jerry Goldstein, Richard Gottehrer) (2:48)
9. "Don't Bring Me Down" (Johnny Dee) (2;01)
10. "Shapes of Things" (Paul Samwell-Smith, Jim McCarty, Keith Relf) (2:47)
11. "Anyway, Anyhow, Anywhere" (Pete Townshend, Roger Daltrey) (3:04)
12. "Where Have All the Good Times Gone" (Ray Davies) (2:35)

## Single
- "Sorrow" (1973)